# Guus Sundermeijer-Rincker
Geertruida Augusta (Guus) Sundermeijer - Rincker (Haarlem, 4 april 1923 – Harderwijk, 26 november 2024) was een Nederlands kunstschilderes en textielkunstenares. Haar schilderstijl is te typeren als modern-figuratief.
Ze heeft haar opleiding genoten aan de Koninklijke Academie van Beeldende Kunsten, waar zij les kreeg van Rein Draijer en Willem Jacob Rozendaal. Gedurende haar leven heeft ze gewoond en gewerkt in Geertruidenberg, Haarlem, Heemstede, Nunspeet, Opende en Oldeholtpade. Ze was lid van Kunstenaarsvereniging Sint Lucas, de Nunspeter Schilderskring, De Kern (Apeldoorn), en de kring van Noordveluwse Schilders. Sundermeijer heeft deelgenomen aan groepsexposities bij Vereniging Sint Lucas en met de Nunspeter Schilderskring in Kasteel Zwaluwenburg, daarnaast heeft ze ook diverse solo- of duoexposities gehouden.
Ze overleed op 26 november 2024 op 101-jarige leeftijd.
- RKD-Nederlands Instituut voor Kunstgeschiedenis: 76064